# 하니에 타바솔리
하니에 타바솔리(페르시아어: هانیه توسلی, 영어: Hāniyeh Tavassoli, 1979년 6월 4일 ~ )는 이란의 배우이다. 2012년 파즈르 국제 영화제 크리스털 시무르그 여우주연상 수상자이다.